# Daevid Allen
Daevid Allen, rodným jménem Christopher David Allen (13. ledna 1938, Melbourne, Austrálie – 13. března 2015) byl australský básník, skladatel, kytarista, zpěvák a zakládající člen skupin Soft Machine a Gong. V roce 1960 se pod vlivem literárního hnutí beat generation z rodné Austrálie přestěhoval do Paříže a později se usadil v Anglii, kde se začal věnovat hudbě. Zde založil své vlastní freejazzové trio, v němž jej na bicí doprovázel šestnáctiletý Robert Wyatt. Roku 1966 založil společně s Wyattem (bicí), Kevinem Ayersem (baskytara) a Mikem Ratledgem (klávesy) skupinu Soft Machine. Skupina odjela na turné do Evropy a Allen následně nedostal povolení vrátit se zpět do Anglie. Usadil se tedy ve Francii, kde zanedlouho založil skupinu Gong. Vedle svého působení ve skupině Gong začal na počátku sedmdesátých let vydávat sólové nahrávky; první z nich bylo album Banana Moon (1971). Později hrál například se skupinou University of Errors. Jeho synem je bubeník Orlando Allen. V roce 2014 byl kvůli nemoci donucen přestat vystupovat se skupinou Gong. Nemoc se podařilo vyléčit, ale v únoru 2015 se vrátila a Allen oznámil, že nemá zájem věnovat další čas léčbě a že má přibližně šest měsíců života. Zemřel nedlouho poté, v březnu 2015, ve věku 77 let.

## Sólová diskografie
- Banana Moon (1971)
- Now Is the Happiest Time of Your Life (1977)
- N'existe pas! (1979)
- Divided Alien Playbax 80 (1981)
- Australia Aquaria (1990)
- Seven Drones (1990)
- Who's Afraid? (1992)
- 12 Selves (1993)
- Dreamin' a Dream (1995)
- Hit Men (1995)
- Eat Me Baby I'm a Jellybean (1998)